# Lekkoatletyka na Letnich Igrzyskach Olimpijskich 1896 – trójskok
Trójskok był jedną z czterech konkurencji "skokowych" podczas Igrzysk w Atenach. Wystartowało siedmiu zawodników z 5 państw. Konkurencja została rozegrana 6 kwietnia. 

## Medaliści
| Medal  | Zawodnik                         |
| ------ | -------------------------------- |
| Złoto  | James Connolly Stany Zjednoczone |
| Srebro | Alexandre Tuffèri Francja        |
| Brąz   | Joanis Persakis Grecja           |

## Wyniki
| lp.   | Zawodnik          | Kraj                 | Wynik    | Uwagi |
| ----- | ----------------- | -------------------- | -------- | ----- |
| 1.    | James Connolly    | Stany Zjednoczone    | 13,71 m  |       |
| 2.    | Alexandre Tuffèri | Francja              | 12,70 m  |       |
| 3.    | Joanis Persakis   | Królestwo Grecji     | 12,52 m  |       |
| 4.    | Alajos Szokolyi   | Węgry                | 11,26 m  |       |
| 5.    | Carl Schuhmann    | Cesarstwo Niemieckie | nieznany |       |
| 6.-7. | Fritz Hofmann     | Cesarstwo Niemieckie | nieznany |       |
| 6.-7. | Christos Zumis    | Królestwo Grecji     | nieznany |       |